# Чудиновское сельское поселение (Кировская область)
Чудиновское сельское поселение — муниципальное образование в составе Орловского района Кировской области России.
Столица — село Чудиново.

## История
Чудиновское сельское поселение образовано 1 января 2006 года согласно Закону Кировской области от 07.12.2004 № 284-ЗО.
5 июля 2011 года в соответствии с Законом Кировской области № 18-ЗО поселение включено в состав Орловского сельского поселения.

## Состав
В состав поселения входили 23 населённых пункта:
| - село Чудиново - деревня Большие Юринцы - деревня Брюхановщина - деревня Былычи - деревня Васеничи - деревня Васкичи - деревня Вязовка - деревня Колошины | - деревня Коншаки - деревня Коробовщина - деревня Косые - деревня Кузнецы - деревня Маклаки - деревня Марамыги - деревня Мизгири - деревня Найковщина | - деревня Нечаевщина - деревня Нижний Курень - деревня Новосёловы - деревня Подберезные - деревня Слободка - деревня Чудиновские Шишкари - деревня Яйцовщина |